# Lachendorf
Lachendorf là một đô thị ở huyện huyện Celle, trong bang Niedersachsen, nước Đức. Đô thị Lachendorf có diện tích km². Đô thị này có cự ly khoảng 10 km về phía đông của Celle.
Lachendorf là thủ phủ của Samtgemeinde ("đô thị tập thể") Lachendorf.